# Kostel Povýšení svatého Kříže (Honbice)
Původně gotický kostel Povýšení svatého Kříže se od poloviny 14. století nalézá uprostřed hřbitova v obci Honbice v okrese Chrudim. Kostel Povýšení svatého Kříže je od roku 1958 chráněn jako nemovitá kulturní památka ČR.

## Historie
Kostel Povýšení svatého Kříže v Honbicích je gotického původu z poloviny 14. století. V druhé polovině 17. století proběhla barokní přestavba, jejíž donátorkou byla Maxmiliána Zárubová z Lišova a která se dotkla především interiéru, úpravy průčelí a přístavby věže. Významnou regotizaci kostela provedl v roce 1881 chrudimský architekt František Schmoranz starší.
V současnosti je kostel Povýšení svatého Kříže filiálním kostelem farnosti Hrochův Týnec. Bohoslužby se v kostele konají jednou za dva týdny ve čtvrtek v 17.00 hod. 

## Popis
Kostel Povýšení svatého Kříže je jednolodní stavba s pětiboce uzavřeným presbytářem, k němuž ze severu přiléhá dodatečně přistavěná čtvercová sakristie. K širší podélné lodi po celé délce přiléhá předsíň navazující na sakristii. Střešní krytinu kostela tvoří tašky.
Na západním průčelí kostela stojí novogoticky upravená hranolová věž s jehlancovou střechou zakončenou makovicí s dvojitým kovovým křížem a krytou taškami. Vstup do kostela je v pískovcovém portálu ve věži kostela, nad vstupním portálem se nalézá obdélníkově okno s pískovcovým ostěním. Nad oknem probíhá po věži profilovaná římsa. Nároží věže jsou členěna vystupujícími pilastry. Zvonové patro věže je osvětleno dvěma okny v pískovcovém ostění. Pod střechou věže je profilovaná korunní římsa.
Presbytář je osvětlen čtyřmi vysokými novogotickými hrotitými okny a zvenčí je zpevněn čtyřmi dvakrát odstupněnými pískovcovými opěráky. Sakristii osvětluje pravoúhlé severní okénko.
Presbytář je zaklenut valeně s výsečemi stejně jako sakristie. Loď je plochostropá s dvojicí vpadlých štukových zrcadel, podvěží je zaklenuto plackou.
Oboustranně okosený vítězný oblouk má půlkruhový tvar. Do sakristie se vstupuje sedlovým, přitesaným portálkem. Je zaklenuta půloválně valeně, sanktuář završený dvojboce s kružbovým panelováním, uprostřed s rozetkou.
Zařízení kostela pochází většinou z 3. čtvrtiny 17. století - tvoří jej sloupový hlavní oltář z roku 1678, dva boční oltáře a kazatelna z doby okolo roku 1800.

## Galerie

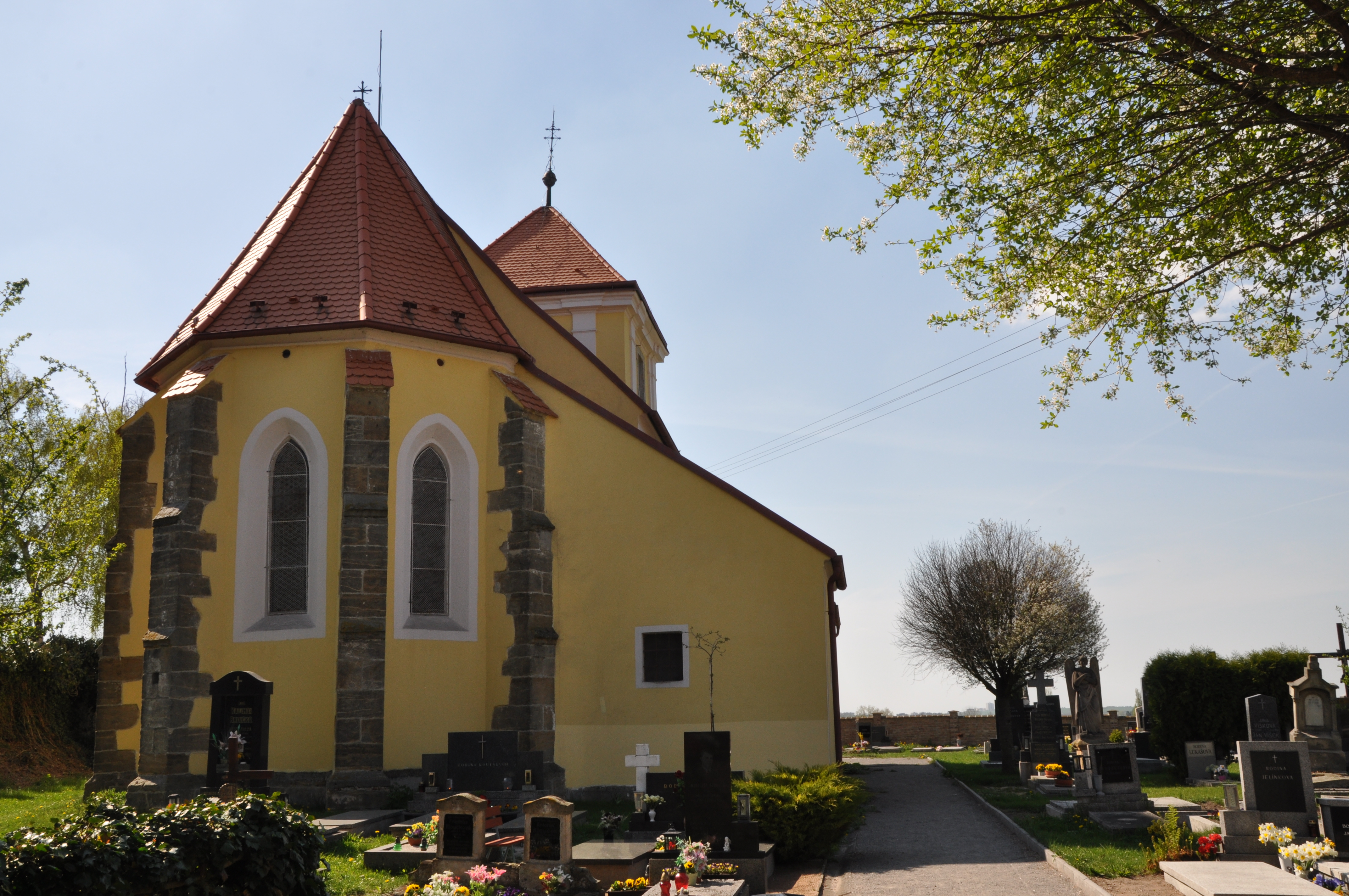
pohled na presbytář kostela Povýšení svatého Kříže v Honbicích
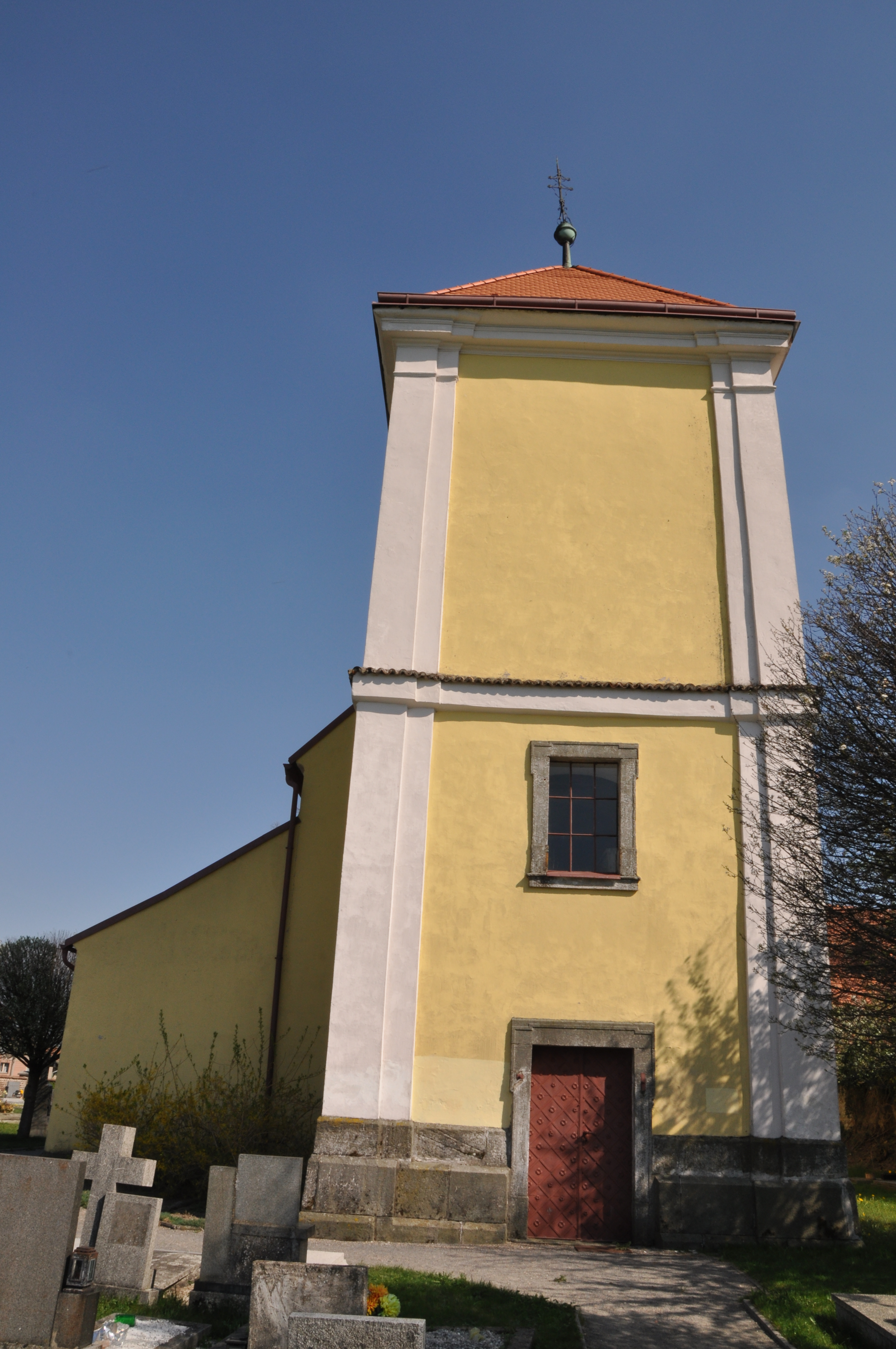
průčelí kostela Povýšení svatého Kříže v Honbicích
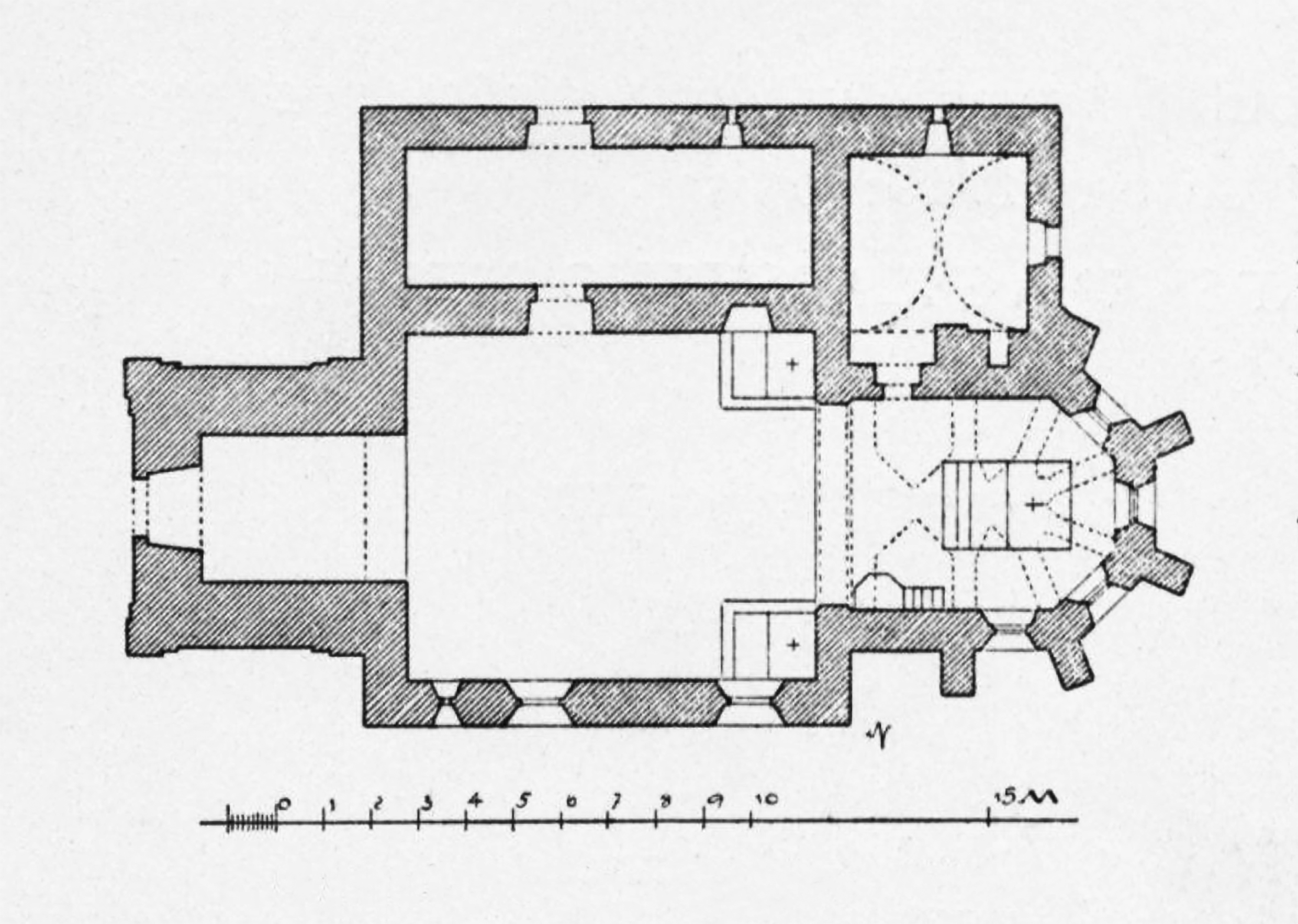
půdorys kostela v Honbicích